# Pseudopanurgus porterae
Pseudopanurgus porterae är en biart som först beskrevs av Cockerell 1900.  Pseudopanurgus porterae ingår i släktet Pseudopanurgus och familjen grävbin. Inga underarter finns listade i Catalogue of Life.